# Edith von Ebeling
Edith von Ebeling (* 27. Oktober 1908 in Berlin; † 16. Juni 1955 in Berlin-Wilmersdorf) war eine deutsche Kabarettistin und Filmschauspielerin.

## Leben und Wirken
Über Edith von Ebeling ist kaum etwas bekannt. Sie machte sich seit Beginn der 1930er Jahre im heimatlichen Berlin einen Namen als Kabarettistin und reüssierte vor allem als Partnerin ihres damaligen Gatten Günther Schwerkolt am Kabarett der Komiker, sowohl auf der Bühne (inklusive Tourneeveranstaltungen wie zur Truppenbetreuung oder in Münchens Café Annast) als auch in Rundfunkübertragungen. Für kurze Zeit fand die Künstlerin mit kleinen Rollen auch Beschäftigung im reichsdeutschen Kinofilm. Nach dem Zweiten Weltkrieg wurden sogar einige ihrer Programme im noch sehr jungen Fernsehen der Bundesrepublik ausgestrahlt. Außerdem war sie zu Beginn der 1950er Jahre mehrfach zu Gast an Schwerkolts Seite in der Radio-Reihe „RIAS Kaffeetafel“.

## Filmografie
- 1935: Mazurka
- 1935: Ein idealer Gatte
- 1935: Der Mann mit der Pranke
- 1935: Familie Schimek
- 1937: Wenn in Werder blühn die Bäume (Kurzfilm)